# Fernão Martins da Ponte
Fernão Martins da Ponte foi um administrador colonial português que exerceu o cargo de Capitão-mor no antigo território português subordinado à Índia Portuguesa de Timor-Leste, entre 1669 e 1670, tendo sido antecedido por António da Hornay e sucedido por Mateus da Costa.